# Abu Zayyan Muhammad II
Abū Zayyān Muḥammad ibn Yaʿqūb (in arabo أبو زيان محمد ﺑﻦ ﺍﻳﻮﺏ‎?; 1338 – Fès, 1366) è stato un sultano della dinastia merinide del Maghreb al-Aqsa (Marocco), regnò per breve tempo nel 1358 e di nuovo dal 1362 al 1366. Era un nipote di Abu l-Hasan 'Ali ibn 'Uthman.

## Biografia
Nel novembre del 1357 il sultano merinide Abū ʿInān Fāris si ammalò gravemente, e, vedendo che i suoi figli erano troppo giovani, nominò suo successore il cugino Abū Zayyān Muḥammad. Un visir di Abū ʿInān, al-Ḥasan ibn ʿUmar al-Fudūdī, ebbe una disputa con Abū Zayyān Muḥammad II, e per questo motivo nominò nuovo erede al trono un figlio di Abū ʿInān, il giovane Abu Bakr Sa'id. Quando Abū ʿInān cominciò a riprendersi dalla sua malattia, il visir temette di venire punito per aver nominato Abū Bakr nuovo erede al trono, e per questo motivo il 10 gennaio 1358 strangolò Abū ʿInān Fāris. Abū Zayyān Muḥammad venne proclamato sultano, sostenuto dai mercenari castigliani al servizio della dinastia merinide. Dopo pochi mesi venne detronizzato e sul trono merinide venne posto Abū Bakr Saʿīd. Abū Zayyān Muḥammad fuggì nel Regno di Castiglia, presso la corte di Pietro il Crudele.
Riuscì a riprendere il potere dopo la morte di Abu Umar Tashfin, avvenuta nel 1362. Quando prese il potere in quell'anno, l'importante città mercantile di Sigilmassa divenne indipendente sotto governatori locali. Riuscì a riprendere il controllo della città nel 1364.
Nel 1366 Abū Zayyān cercò di togliere la carica di visir ad ʿUmar ibn ʿAbd Allāh al-Yabānī, in risposta a ciò il visir strangolò il sultano. Venne nominato sultano Abu Faris Abd al-Aziz ibn Ali, un figlio di Abu l-Hasan 'Ali ibn 'Uthman che era rimasto fino a quel momento tenuto rinchiuso nel palazzo di Fez.